# Rapporti Kinsey
I rapporti Kinsey sono due libri sul comportamento sessuale dell'essere umano: Sexual Behaviour in the Human Male (Il comportamento sessuale dell'uomo; 1948) e Sexual Behaviour in the Human Female (Il comportamento sessuale della donna; 1953), scritti dai Dott.ri Alfred Kinsey, Wardell Pomeroy e altri. Kinsey era un biologo presso l'Università dell'Indiana e il fondatore dell'Istituto Kinsey.
I risultati del suo lavoro ebbero un'enorme risonanza presso la gente comune e furono immediatamente considerati controversi e sensazionalistici. Essi sfidavano le conoscenze convenzionali sulla sessualità e si occupavano di argomenti che in precedenza erano considerati tabù. La credenza che l'eterosessualità e l'astinenza fossero la norma, statisticamente nonché eticamente, non erano mai stati messi in discussione prima di allora sulla base di una ricerca statistica e scientifica di quelle dimensioni.

## Scoperte

### Orientamento sessuale
Probabilmente le scoperte più citate dai Rapporti Kinsey riguardano la prevalenza di differenti orientamenti sessuali, in particolar modo a sostegno della tesi che il 10% della popolazione sia gay. In verità questi risultati non sono così chiari, e lo stesso Kinsey disapprovava l'uso di termini come "eterosessuale" e "omosessuale" per descrivere gli individui, asserendo che la sessualità cambia col tempo, e che il comportamento sessuale può essere compreso sia come contatto fisico sia come fenomeno psicologico (desiderio, attrazione sessuale, fantasia).

## Scala di valutazione Kinsey
Kinsey introdusse una nuova scala di valutazione che sostituiva le tre categorie fino ad allora accettate di eterosessualità, bisessualità e omosessualità. La Scala Kinsey misura  il comportamento sessuale assegnando valori che vanno da 0 a 6, dove 0 sta ad indicare un comportamento totalmente eterosessuale e 6 un comportamento totalmente omosessuale. Con 1 considera un individuo in prevalenza eterosessuale e solo occasionalmente omosessuale. Con 2 un individuo di solito eterosessuale ma più che occasionalmente omosessuale. Con 3 un individuo equamente omosessuale che eterosessuale, e così via. Fu inoltre creata una particolare categoria, X, per indicare coloro che sono privi di desiderio sessuale.
I rapporti trovarono che quasi il 46% degli individui maschi ha "interagito" sessualmente con persone di entrambi i sessi nel corso della vita adulta, e il 37% ha avuto almeno un'esperienza omosessuale. L'11.6% degli uomini di etnia caucasica (fra 20 e 35 anni) ha ottenuto un valore sulla scala di Kinsey pari a 3 (esperienze/attrazioni eterosessuali e omosessuali in pari quantità) nella vita adulta. Lo studio inoltre riporta che il 10% dei maschi  americani è stato "pressoché esclusivamente omosessuale per almeno tre anni tra i 16 e i 55 anni" (ovvero, nella scala tra 5 e 6).
Al 7% delle persone di sesso femminile non sposate (età 20-35) e al 4% delle sposate (età 20-35) fu assegnato un valore sulla scala di Kinsey di 3 (esperienze/attrazioni eterosessuali e omosessuali in pari quantità). Dal 2% al 6% delle donne, età 20-35, erano pressoché esclusivamente omosessuali e dall'1% al 3% delle donne non sposate erano esclusivamente omosessuali.

### Masturbazione
Il 62% delle donne riportarono di aver praticato la masturbazione. Il 45% delle donne che riportò di aver praticato la masturbazione dichiarò di poter raggiungere l'orgasmo in 3 minuti.  Il 92% degli uomini dichiarò di essersi masturbato.

### Sesso all'interno del matrimonio
La frequenza media di coiti all'interno del matrimonio dichiarata dalle donne fu: 2.8 volte per settimana, prima dei vent'anni; 2.2 volte per settimana, entro i 30 anni; e 1.0 volte per settimana, entro i 50.

### Sesso extraconiugale
Kinsey stimò che circa il 50% degli uomini sposati ha avuto esperienze sessuali extraconiugali. All'interno del campione, il 26% delle donne ha avuto esperienze sessuali extraconiugali entro i quarant'anni. Tra uno ogni sei uomini e una ogni dieci donne di età 26-50 aveva rapporti sessuali extraconiugali.

### Sadomasochismo
Il 12% delle donne e il 22% degli uomini testimoniò di aver avuto una reazione erotica ad una storia di stampo sadomasochistico, e il 55% delle donne e il 50% degli uomini confermò di aver trovato sessualmente stimolante l'esperienza di essere percossi.

### Sessualità infantile
Nel capitolo V del rapporto, figurano i risultati di "esperimenti" sulla sessualità dei bambini. Gli esperimenti erano volti a dimostrare la capacità dei bambini (anche di età prescolare) di "provare un orgasmo". Questo capitolo del rapporto, apparentemente ignorato dai contemporanei di Kinsey, è stato oggetto di un documentario inglese girato nel 1998, intitolato "I pedofili di Kinsey", il quale suggerisce che i dati riportati possano essere il frutto di abusi sessuali sui bambini, riferiti da pedofili:
(Tratto da Sevenload.com: Kinsey´s paedophiles - restored VHS-rip)

## Metodologia dell'inchiesta
I dati furono raccolti essenzialmente con interviste, strutturate in modo da mantenere confidenziali i contenuti. Altre fonti includono i diari di pedofili. I dati furono poi informatizzati per essere analizzati. Tutto questo materiale, comprese le note originarie dei ricercatori, resta disponibile al Kinsey Institute per i ricercatori qualificati che dimostrino la necessità di visionarli. 
Le statistiche furono costruite e interpretate più attentamente di quanto fosse d'uso a quel tempo, e la riservatezza dell'oggetto fu più attentamente protetta. In ogni caso, il soggetto stesso si rese sensazionale. Basandosi sui suoi dati e scoperte, altri asserirono che il 10% della popolazione sia omosessuale, e che le donne accrescono le loro prospettive di soddisfazione nel matrimonio masturbandosi anticipatamente. Nessuna delle due affermazioni fu fatta da Kinsey, ma entrambe furono (e continuano ad essere) attribuite a questi.

## Critiche
I libri furono largamente criticati dai conservatori in quanto considerati promotori della depravazione. Il comportamento sessuale dell'uomo fu posto in due liste ultra-conservatrici dei peggiori libri della modernità. Si classificò terzo nel 50 Worst Books of the Twentieth Century dell'Intercollegiate Studies Institute, e quarto sul Ten Most Harmful Books of the Nineteenth and Twentieth Centuries di Human Events.
Oltre alle obiezioni di tipo moralistico, altre critiche sono rivolte al metodo usato nella scelta del campione da esaminare. Nel 1948, lo stesso anno della pubblicazione originale del rapporto, una commissione dell'American Statistical Association, che includeva importanti statistici come John Tukey condannò la procedura di scelta del campione. Tukey fu forse il più accanito critico, ed affermò: "Una selezione casuale di tre persone sarebbe stata certamente migliore di una selezione di 300 operata dal signor Kinsey". La critica si fondava principalmente sulla sovrarappresentazione di alcuni gruppi all'interno del campione: il 25% era, o era stato, in prigione, ed il 5% era costituito da uomini che si prostituivano.
Una critica legata a quella di Tukey è stata formulata da alcuni dei maggiori psicologi del tempo, tra cui Abraham Maslow. Questi ultimi sostenevano che Kinsey non aveva considerato la distorsione dei risultati derivante dal fatto che i dati di partenza rappresentavano solamente coloro che acconsentivano a partecipare all'indagine (trascurando deliberatamente il fatto che negli anni in cui Kinsey svolse la sua inchiesta, comportamenti come l'adulterio, l'omosessualità e anche i rapporti orali ed anali fra adulti consenzienti in privato, negli Usa erano reati puniti col carcere, pertanto discuterne con un campione assolutamente casuale era semplicemente impossibile).
In risposta a tali critiche Kinsey decise di produrre un terzo volume, specificamente sull'omosessualità, visto che la massima parte delle obiezioni si concentravano sull'accusa di avere incredibilmente "esagerato" il numero dei comportamenti omosessuali, prima di lui considerati marginali e limitati ad una minoranza quasi trascurabile di devianti.
Tuttavia, come raccontato in dettaglio dal suo collaboratore Clarence Arthur Tripp (nel suo libro The homosexual matrix, 1975, traduzione italiana: La questione omosessuale, Rizzoli, 1978), una volta annunciato il progetto i gruppi d'interesse conservatori scatenarono una campagna perché le fondazioni che lo avevano sostenuto fin lì ritirassero il loro appoggio, riuscendo nell'intento. Pertanto il terzo volume, che avrebbe dovuto ripetere l'indagine tenendo conto delle critiche mosse, non uscì mai.